# Bundesverband Gesundheits-IT
Der Bundesverband Gesundheits-IT – bvitg e. V. vertritt in Deutschland IT-Anbieter im Gesundheitswesen. Zum Verband gehört das Tochterunternehmen bvitg Service GmbH.

## Geschichte
Der Verband wurde 1995 unter dem Namen Verband der Hersteller von patientenorientierten Krankenhausinformationssystemen (VHK) in Berlin gegründet. Im Jahr 2000 fand eine Neufirmierung unter dem Namen Verband der Hersteller von IT-Lösungen im Gesundheitswesen (VHitG e. V.) statt. 2011 wurde aus dem VHitG e. V. der Bundesverband Gesundheits-IT (bvitg e. V.).

## Aufbau des Verbandes
Die Mitgliedsunternehmen des Verbandes stellen Software und E-Health-Anwendungen für den ambulanten und klinischen Sektor her. Über 70 % der Unternehmen sind in internationalen Märkten aktiv. Die Mitgliedsunternehmen stellen mit der Mitgliederversammlung das höchste Entscheidungsgremium dar. Ehrenamtliche Experten aus den Mitgliedsunternehmen nehmen aktiv an den verschiedenen Arbeitsgruppen teil. 2016 gründete der Verband das bvitg-Talente Netzwerk.

## Ziele
Nach eigenen Angaben hat der bvitg e. V. folgende Ziele:
- Gesundheits-IT für alle Versorgungsbereiche etablieren
- Dialog mit Politik, Selbstverwaltung, Verbänden und Anwendern ausbauen
- Technische, semantische und organisatorische Interoperabilität und internationale Standards fördern
- Nationale und internationale Wettbewerbsfähigkeit der Branche sicherstellen und dabei die Nachwuchsförderung berücksichtigen
- Öffentlichkeit über den Markt informieren

## Veranstaltungen
Seit 2007 ist der Verband der Veranstalter der conhIT (Connecting Healthcare IT). Anfang 2019 wurde die conhIT zu DMEA (Digital Medical Expertise & Applications) umbenannt. Mit rund 16.000 Besuchern aus aller Welt und über 700 Ausstellern ist es die größte Ausstellung im Bereich der Gesundheits-IT in Europa.

## Mitgliedschaften
Der bvitg e. V. ist Mitglied bei HL7 und Integrating the Healthcare Enterprise.